# Kubok Ukraïny
La Coppa d'Ucraina (in ucraino Кубок України?, Kubok Ukraïny) è una competizione calcistica nazionale dell'Ucraina. È il secondo torneo per importanza del calcio ucraino dopo la Prem"jer-liha.
La vincitrice si qualifica per l'Europa League.

## Formula
La formula di questa competizione comprende quattro turni a eliminazione diretta più la finalissima. Il primo turno corrisponde ai sedicesimi di finale e coinvolge i 16 club della Ukrainian Premier League e 16 club provenienti dalle leghe inferiori (per partecipare, queste squadre hanno dovuto superare dei turni preliminari).
Nel tempo questo torneo ha subito diverse variazioni: la prima edizione prevedeva sfide di andata-ritorno, ma si è poi preferito optare per singole partite a eliminazione diretta; si è tornati poi nuovamente alle sfide di andata e ritorno a partire dagli ottavi di finale.
Solitamente alle squadre dei campionati inferiori è concesso il vantaggio di giocare in casa la partita (in caso di andata e ritorno, si gioca in casa loro la gara di andata).
La finale si disputa allo stadio Olimpico di Kiev. Dal 2007-2008 al 2010-2011 la finale si è svolta in altri stadi, anche per via dei lavori di rinnovamento dello stadio Olimpico della capitale, necessari per preparare l'impianto all'europeo 2012.

## Albo d'oro

### Periodo sovietico
| Anno | Vincitore                  |
| ---- | -------------------------- |
| 1937 | Dinamo Kiev                |
| 1938 | Dinamo Kiev                |
| 1939 | Avanhard Kramators'k       |
| 1940 | Dinamo Dnipropetrovs'k     |
| 1944 | Dinamo Kiev                |
| 1945 | Lokomotiv Charkiv          |
| 1946 | Dinamo Kiev                |
| 1947 | Dinamo Kiev                |
| 1948 | Dinamo Kiev                |
| 1949 | VPS Charkiv                |
| 1950 | Spartak Užhorod            |
| 1951 | Metalurh Zaporižžja        |
| 1952 | Metalurh Zaporižžja        |
| 1953 | Torpedo Kirovohrad         |
| 1954 | Mašinobudivnik Kiev        |
| 1955 | Mašinobudivnik Kiev        |
| 1956 | Kolhospnik Poltava         |
| 1957 | SKVO Odessa                |
| 1958 | Torpedo Charkiv            |
| 1959 | Šachtar Korostišiv         |
| 1960 | Start Čuhuiv               |
| 1961 | Start Čuhuiv               |
| 1962 | Avanhard Dnipropetrovs'k   |
| 1963 | Meteor Dnipropetrovs'k     |
| 1964 | Bil'šovyk Kiev             |
| 1965 | Titan Zaporižžja           |
| 1966 | VPU Leopoli                |
| 1967 | Bil'šovyk Kiev             |
| 1968 | VPU Leopoli                |
| 1969 | Šachtar Makiïvka           |
| 1970 | Avangard                   |
| 1971 | Kol'ormet Artemivs'k       |
| 1972 | Avtomobilist Žytomyr       |
| 1973 | Zirka Kirovohrad           |
| 1974 | Tavrija                    |
| 1975 | Zirka Kirovohrad           |
| 1976 | SKA Kiev                   |
| 1977 | Titan Armjans'k            |
| 1978 | Bil'šovyk Kiev             |
| 1979 | Enerhija Nova Kachovka     |
| 1980 | Nyva Pidhajci              |
| 1981 | Sluš Berezne               |
| 1982 | Enerhija Nova Kachovka     |
| 1983 | Schid Kiev                 |
| 1984 | Torpedo Zaporižžja         |
| 1985 | Avtomobilist Leopoli       |
| 1986 | Mašinobudivnik Borodjans'k |
| 1987 | Pivden'stal' Jenakijeve    |
| 1988 | Avanhard Lozova            |
| 1989 | Progres Berdyciv           |
| 1990 | Polissja Žytomyr           |
| 1991 | Temp Šepetivka             |

### Periodo post indipendenza

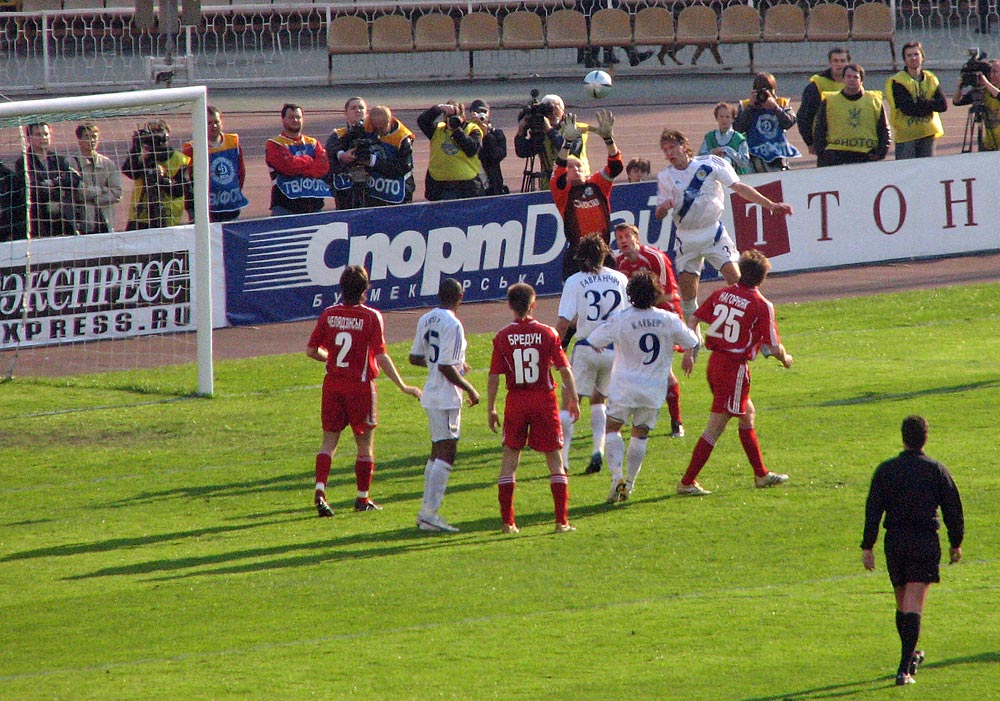
Metalurh Zaporižžja-Dinamo Kiev, finale del 2 maggio 2006

| Anno      | Vincitore                                                         | Risultato                                                         | Finalista                                                         |
| --------- | ----------------------------------------------------------------- | ----------------------------------------------------------------- | ----------------------------------------------------------------- |
| 1992      | Čornomorec'                                                       | 1-0                                                               | Metalist                                                          |
| 1992-1993 | Dinamo Kiev                                                       | 2-1                                                               | Karpaty                                                           |
| 1993-1994 | Čornomorec'                                                       | 0-0 (5-3 dtr)                                                     | Tavrija                                                           |
| 1994-1995 | Šachtar                                                           | 1-1 (7-6 dtr)                                                     | Dnipro                                                            |
| 1995-1996 | Dinamo Kiev                                                       | 2-0                                                               | Nyva Vinnycja                                                     |
| 1996-1997 | Šachtar                                                           | 1-0                                                               | Dnipro                                                            |
| 1997-1998 | Dinamo Kiev                                                       | 2-1                                                               | CSKA Kiev                                                         |
| 1998-1999 | Dinamo Kiev                                                       | 3-0                                                               | Karpaty                                                           |
| 1999-2000 | Dinamo Kiev                                                       | 1-0                                                               | Kryvbas                                                           |
| 2000-2001 | Šachtar                                                           | 2-1 (dts)                                                         | CSKA Kiev                                                         |
| 2001-2002 | Šachtar                                                           | 3-2 (dts)                                                         | Dinamo Kiev                                                       |
| 2002-2003 | Dinamo Kiev                                                       | 2-1                                                               | Šachtar                                                           |
| 2003-2004 | Šachtar                                                           | 2-0                                                               | Dnipro                                                            |
| 2004-2005 | Dinamo Kiev                                                       | 1-0                                                               | Šachtar                                                           |
| 2005-2006 | Dinamo Kiev                                                       | 1-0                                                               | Metalurh Zaporižžja                                               |
| 2006-2007 | Dinamo Kiev                                                       | 2-1                                                               | Šachtar                                                           |
| 2007-2008 | Šachtar                                                           | 2-0                                                               | Dinamo Kiev                                                       |
| 2008-2009 | Vorskla                                                           | 1-0                                                               | Šachtar                                                           |
| 2009-2010 | Tavrija                                                           | 3-2 (dts)                                                         | Metalurh Donec'k                                                  |
| 2010-2011 | Šachtar                                                           | 2-0                                                               | Dinamo Kiev                                                       |
| 2011-2012 | Šachtar                                                           | 2-1 (dts)                                                         | Metalurh Donec'k                                                  |
| 2012-2013 | Šachtar                                                           | 3-0                                                               | Čornomorec'                                                       |
| 2013-2014 | Dinamo Kiev                                                       | 2-1                                                               | Šachtar                                                           |
| 2014-2015 | Dinamo Kiev                                                       | 0-0 (5-4 dtr)                                                     | Šachtar                                                           |
| 2015-2016 | Šachtar                                                           | 2-0                                                               | Zorja                                                             |
| 2016-2017 | Šachtar                                                           | 1-0                                                               | Dinamo Kiev                                                       |
| 2017-2018 | Šachtar                                                           | 2-0                                                               | Dinamo Kiev                                                       |
| 2018-2019 | Šachtar                                                           | 4-0                                                               | Inhulec'                                                          |
| 2019-2020 | Dinamo Kiev                                                       | 1-1 (8-7 dtr)                                                     | Vorskla                                                           |
| 2020-2021 | Dinamo Kiev                                                       | 1-0 (dts)                                                         | Zorja                                                             |
| 2021-2022 | sospesa a causa dell'invasione russa del territorio ucraino       | sospesa a causa dell'invasione russa del territorio ucraino       | sospesa a causa dell'invasione russa del territorio ucraino       |
| 2022-2023 | non disputata a causa dell'invasione russa del territorio ucraino | non disputata a causa dell'invasione russa del territorio ucraino | non disputata a causa dell'invasione russa del territorio ucraino |
| 2023-2024 | Šachtar                                                           | 2-1                                                               | Vorskla                                                           |
| 2024-2025 | Šachtar                                                           | 1-1 (6-5 dtr)                                                     | Dinamo Kiev                                                       |

## Vittorie per club
| Club        | Vittorie | Anno |
| ----------- | -------- | --- |
| Šachtar     | 15       | 1994-95, 1996-97, 2000-01, 2001-02, 2003-04, 2007-08, 2010-11, 2011-12, 2012-13, 2015-2016, 2016-17, 2017-18, 2018-19, 2023-24, 2024-25 |
| Dinamo Kiev | 13       | 1992-93, 1995-96, 1997-98, 1998-99, 1999-00, 2002-03, 2004-05, 2005-06, 2006-07, 2013-14, 2014-15, 2019-20, 2020-21                     |
| Čornomorec' | 2        | 1992, 1993-94 |
| Vorskla     | 1        | 2008-09 |
| Tavrija     | 1        | 2009-10 |

## Marcatori

### Classifica migliori marcatori di sempre della Coppa d'Ucraina
| Giocatore                                     | Giocatore            | Squadra/e                                                                       | Reti |
| 1                                             | Andrij Vorobej       | Šachtar, Dnipro                                                                 | 24   |
| 2                                             | Oleksandr Paljanycja | Dnipro, Veres Rivne, Karpaty, Metalist, Kryvbas                                 | 22   |
| =                                             | Maksim Shatskix      | Dinamo Kiev                                                                     | 22   |
| 4                                             | Andrij Ševčenko      | Dinamo Kiev                                                                     | 21   |
| 5                                             | Serhij Rebrov        | Šachtar, Dinamo Kiev                                                            | 20   |
| 6                                             | Andrij Pokladok      | Karpaty, Metalurh Donec'k, Rava, Halyčyna Drohobyč                              | 19   |
| 7                                             | Oleh Matvjejev       | Šachtar, Metalurh Zaporižžja                                                    | 17   |
| 8                                             | Oleksij Antjuchin    | Metalurh Zaporižžja, Tavrija, Vorskla                                           | 16   |
| 9                                             | Bohdan Jesyp         | Dinamo-3 Kiev, Zirka, Zakarpattja, Naftovyk-Ukrnafta                            | 14   |
| =                                             | Serhij Mizin         | Dinamo Kiev, Dnipro, Karpaty, Kryvbas, Arsenal Kiev                             | 14   |
| =                                             | Dmytro Mychailenko   | Dnipro, Dinamo Kiev                                                             | 14   |
| =                                             | Volodymyr Musolitin  | Odessa, Naftovyk-Ukrnafta, Čornomorec', CSKA Kiev, Kryvbas, Metalurh Zaporižžja | 14   |
| Dati aggiornati fino alla stagione 2011-2012. |                      |                                                                                 |      |

### Capocannonieri della Coppa d'Ucraina anno per anno
| Anno | Capocannoniere/i                                                                                            | Reti |
| 1992 | Oleksandr Zajec' (Torpedo Zaporižžja)                                                                       | 6    |
| 1993 | Vitalij Parachnevyč (Odessa)                                                                                | 8    |
| 1994 | Oleksij Antjuchin (Tavrija) Eduard Valenko (L'viv, Karpaty)                                                 | 5    |
| 1995 | Andrij Ševčenko (Dynamo-2, Dynamo)                                                                          | 6    |
| 1996 | Oleksandr Paljanycja (Dnipro) Oleksandr Ihnatjev (FC Nyva Myronivka) Oleksandr Perenčuk (FC Nyva Myronivka) | 4    |
| 1997 | Jakiv Kripak (Metalurh Zaporižžja)                                                                          | 5    |
| 1998 | Andrij Ševčenko (Dynamo)                                                                                    | 8    |
| 1999 | Artem Lopatkin (Stal' A) V"jačeslav Teresčenko (Odessa)                                                     | 8    |
| 2000 | Valentyn Poltavec' (Metalurh Zaporižžja) Maksim Shatskix (Dynamo)                                           | 4    |
| 2001 | Andrij Vorobej (Šachtar D)                                                                                  | 6    |
| 2002 | Jevhen Arbuzov (Tytan Armjans'k) Andrij Vorobej (Šachtar D) Maksim Shatskix (Dynamo)                        | 5    |
| 2003 | Andrij Vorobej (Šachtar D) Maksim Shatskix (Dynamo)                                                         | 5    |
| 2004 | Oleksandr Kosyrin (Čornomorec')                                                                             | 5    |
| 2005 | Diogo Rincón (Dynamo)                                                                                       | 6    |
| 2006 | Kleber (Dynamo)                                                                                             | 5    |
| 2007 | Ruslan Levyha (Illičivec')                                                                                  | 6    |
| 2008 | Wladzimir Karytska (Čornomorec')                                                                            | 5    |
| 2009 | Andrij Jarmolenko (Dynamo)                                                                                  | 5    |
| 2010 | Oleksandr Kovpak (Tavrija)                                                                                  | 5    |
| 2011 | Andrij Oliynyk (Karpaty Jaremče)                                                                            | 5    |
| 2012 | Maicon (Volyn' Luc'k)                                                                                       | 5    |
| 2013 | Luiz Adriano (Šachtar D) Alex Teixeira (Šachtar D)                                                          | 4    |
| 2014 | Eduardo (Šachtar D)                                                                                         | 4    |
| 2015 | Anton Kotljar (Stal' Dniprodzeržyns'k)                                                                      | 5    |
| 2016 | Andrij Jarmolenko (Dinamo Kiev) Oleksandr Karavajev (Zorja)                                                 | 4    |
| 2017 | Andrij Jarmolenko (Dinamo Kiev)                                                                             | 3    |
| 2018 | Serhij Kyslenko (L'viv)                                                                                     | 5    |